# Helena-West Helena
Helena-West Helena è un centro abitato degli Stati Uniti d'America, capoluogo della contea di Phillips, nello Stato dell'Arkansas. Nel 2009 la popolazione era di 11.769 abitanti.
È formato dall'unione di due città: Helena e West Helena e costituisce di gran lunga il maggiore centro urbano della propria contea.

## Geografia fisica
Secondo i rilevamenti dello United States Census Bureau, Helena-West Helena si estende su una superficie di 34,6 km².
Dal 1º gennaio 2006 Helena-West Helena rappresenta l'unione in un'unica entità amministrativa di due città precedentemente distinte: appunto Helena, ad est, e West Helena, ad ovest, ovvero adagiata sulla parte occidentale del Crowley's Ridge, che si distacca dal delta del fiume Arkansas. La città risulta quindi racchiusa fra il fiume Mississippi e la parte orientale del Crowley's Ridge. Il ponte Helena Bridge, uno dei quattro ponti che attraversano il Mississippi, incrocia la U.S. Route 49, un'importante arteria di comunicazione stradale.

## Storia
Le radici storiche della città affondano nella costituzione, nel 1833, della città portuale di Helena, posta sul fiume Mississippi.
All'inizio della guerra civile americana, Helena fu occupata dalle forze dell'Unione. Fu teatro di una celebre battaglia, passata alla storia come la battaglia di Helena, che fu combattuta nel 1863. Ad aprire lo scontro furono le forze confederate che contavano di far allontanare i soldati unionisti dalla città al fine di contribuire ad alleviare la pressione sulla città strategica di Vicksburg, situata lungo il corso del fiume Mississippi.
Successivamente, Helena servì come punto di partenza per l'esercito dell'Unione nella presa di Little Rock, divenuta poi entro lo stesso anno capitale dello Stato dell'Arkansas.